# 拉齊布日縣

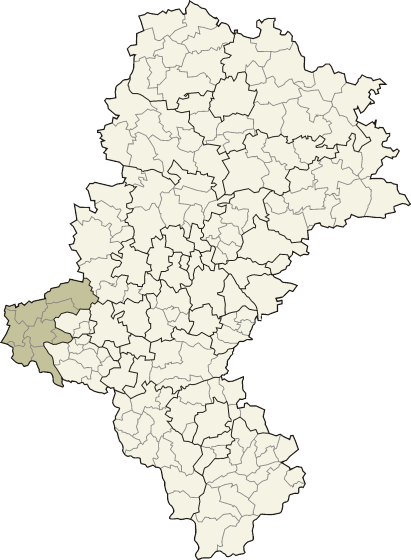

50°5′N 18°14′E / 50.083°N 18.233°E
拉齊布日縣（波蘭語：Powiat raciborski），是波蘭的縣份，位於該國南部，由西里西亞省負責管轄，首府設於拉齊布日，面積544平方公里，2006年人口111,505，人口密度每平方公里200人。